# Hieracium includens
Hieracium includens es una especie de planta con flor del género Hieracium, de la familia Asteraceae, orden Asterales.

## Distribución
Hieracium includens se distribuye por Noruega y Finlandia.

## Taxonomía
Fue descrita científicamente por Dahlst.
Tratamiento taxonómico
La especie aparece registrada y publicada en Svensk Bot. Tidskr.